# Relaciones Costa Rica-Líbano
Las relaciones Costa Rica-Líbano se refieren a las relaciones internacionales que existen entre Costa Rica y Líbano.
Ambos países bloqueros sus relaciones durante un periodo de 23 años debido a la apertura por parte de Costa Rica de su embajada en Israel en la ciudad de Jerusalén. Finalmente en agosto de 2007 ambos países decidieron en Washington D. C. suscribir un acuerdo para restablecer las relaciones tras la decisión de Costa Rica de trasladar su embajada de Jerusalén a Tel Aviv.

## Relaciones diplomáticas
- Costa Rica tiene una oficina consular en Beirut.[3]
- Líbano tiene una oficina consular en San José.[4]